# Nécropole de Kučarin
La nécropole de Kučarin se trouve en Bosnie-Herzégovine, sur le territoire du village de Hrančići et dans la municipalité de Goražde. Elle abrite 325 stećci, un type particulier de tombes médiévales. Elle est inscrite sur la liste des monuments nationaux de Bosnie-Herzégovine et fait partie des 22 sites avec des stećci proposés par le pays pour une inscription au patrimoine mondial de l'UNESCO.